# Karschia thalloides
Karschia thalloides är en lavart som först beskrevs av Hepp, och fick sitt nu gällande namn av Rehm. Karschia thalloides ingår i släktet Karschia, klassen Dothideomycetes, divisionen sporsäcksvampar och riket svampar.   Inga underarter finns listade i Catalogue of Life.